# O Trote dos Sádicos
O Trote dos Sádicos é um filme brasileiro, dirigido por Aldir Mendes de Souza e produzido pelo "Rei da Boca", A.P. Galante.
Estreou nos cinemas em março de 1975.A trama de humor negro aborda a violência do trote nas universidades.

## Sinopse
Ricardo e Patrícia são um jovem casal que ingressam na universidade e sofrem trotes violentos de um grupo de veteranos. O romance dos jovens acaba esfriando, por causa das desigualdades de classe social dos dois e pela atitude de passividade de Ricardo em relação aos trotes. Mário Márcio, o veterano líder, não satisfeito em humilhar o humilde calouro, ainda faz investidas para conquistar a bela e rica Patrícia.

## Elenco
- Nydia de Paula .... Lúcia
- Carlos Coelho .... Mário Márcio
- André Luiz .... Ricardo
- Vera Maria .... Patrícia
- Ciro Corrêa de Castro .... Bernardo
- Ricardo Blat .... Valente
- Betinho .... Bedel
- Jofre Soares .... Delegado
- Sérgio Hingst .... pai de Patrícia
- Xandó Batista .... Gerente
- Cavagnoli Neto .... pai de Ricardo
- Irene Kramer .... mãe de Ricardo
- Silvana Lopes .... Sra. Muller
- Durval de Souza .... Maître